# بیلی بیچرز
بیلی بیچرز (انگلیسی: Billy Beechers؛ زادهٔ ۱ ژوئن ۱۹۸۷) بازیکن فوتبال اهل بریتانیا است.
از باشگاه‌هایی که در آن بازی کرده‌است می‌توان به باشگاه فوتبال آکسفورد یونایتد اشاره کرد.